# جراحة الصرع
جراحة الصرع هي علاج جراحي لمرض الصرع يتم فيه استئصال أو فصل أو تحفيز مناطق الدماغ المسؤولة عن النوبات. يهدف هذا النوع من العلاج إلى القضاء على النوبات أو التقليل منها بشكل كبير. يعاني ما يقرب من 60٪ من المصابين بالصرع (0.4٪ من سكان البلدان الصناعية) من متلازمات صرع بؤرية. في 15٪ إلى 20٪ من هؤلاء المرضى، لا تسيطر الأدوية المضادة للاختلاج على النوبات بشكلٍ كافٍ. تُعد هذه الحالات مؤهلة للعلاج الجراحي للصرع.
الأدوية المضادة للاختلاج، والتي تسمى أيضًا الأدوية المضادة للصرع، هي العلاج الأول والأساسي لمرض الصرع. يستجيب معظم المرضى لدواء واحد أو عدة أدوية. الهدف من هذه الأدوية هو منع حدوث النوبات، لأن النوبات المتكررة تنطوي على مخاطر كبيرة، بما في ذلك الإصابات والموت المفاجئ. ومع ذلك، في ما يصل إلى ثلث المرضى، لا تقضي الأدوية وحدها على النوبات و / أو تسبب آثارًا عكسية يصعب تحمّلها. في هؤلاء المرضى، تعتبر جراحة الصرع طريقة علاج بديلة للأدوية.
بشكل عام، تُؤخذ الجراحة في الاعتبار عند المرضى الذين لا يمكن السيطرة على نوباتهم من خلال التجارب المناسبة لدوائين مختلفين على الأقل. يعود تاريخ جراحات الصرع إلى أكثر من قرن، لكن استخدامها زاد بشكل كبير في الثمانينيات والتسعينيات، مما ينبئ عن فعاليتها في الحالات المناسبة. 

## اختبارات ما قبل الجراحة
تهدف اختبارات ماقبل الجراحة إلى تحديد «بؤرة الصرع» (المكان الذي تنشأ منه النوبات) ولتقدير ما إذا كانت الجراحة الاستئصالية ستؤثر على وظائف المخ الطبيعية. يلعب تعريف بؤرة الصرع دورًا أساسيًا في تحديد حدود المنطقة التي يجب إزالتها من أجل أيقاف النوبات وأيضًا من أجل عدم الإضرار بـ «القشرة البليغة» (يؤدي استئصال هذه المناطق عجزًا عصبيًا). مع تحسن التقنيات الطبية، تم توسيع تعريف المنطقة المولدة للصرع لتشمل مساحة أكبر من الدماغ أكثر من ذي قبل. على الأطباء أيضًا التحقق من أن النوبات ناشئة عن مرض الصرع (على عكس النوبات غير الصرعية). يشتمل التقييم عادةً على الفحص العصبي، وتخطيط كهربية الدماغ الروتيني، ومراقبة الفيديو طويلة المدى، والتقييم النفسي العصبي، والتصوير العصبي مثل التصوير بالرنين المغناطيسي، والتصوير المقطعي المحوسب بإصدار فوتون واحد (SPECT)، والتصوير المقطعي بالإصدار البوزيتروني (PET). تستخدم بعض مراكز الصرع اختبار أموباربيتال الصوديوم داخل الشريان السبتي (اختبار Wada) أو التصوير بالرنين المغناطيسي الوظيفي (fMRI) أو التصوير المغناطيسي للدماغ (MEG) كاختبارات تكميلية. وحديثًا، يُعتقد أن النماذج الحاسوبية لتوليد النوبات قد توفر معلومات إضافية قيمة فيما يتعلق بمصدر النوبات.
إذا كان الاختبارات اللاباضعة غير كافية لتحديد بؤرة الصرع أو في تمييز الهدف الجراحي عن أنسجة المخ الطبيعية، فقد يلجأ الطبيب إلى مراقبة تخطيط أمواج الدماغ بالفيديو على المدى الطويل باستخدام الأقطاب الكهربائية داخل الجمجمة. رسم خرائط الدماغ بتقنية التحفيز الكهربائي القشري أو تخطيط كهربية القشرة هي إجراءات أخرى أكثر تعسفًا قد تستخدم في بعض الحالات. 
بمجرد تحديد مكان تركيز الصرع، يتم تحديد الجراحة المناسبة التي ينطوي عليها العلاج. تشمل جراحات علاج الصرع، على سبيل المثال لا الحصر، الأنواع التالية: استئصال الفص الصدغ، واستئصال نصف الدماغ، والاستئصال الصدغي وخارج الصدغي، والاستئصال الجداري، والاستئصال القذالي، والاستئصال الجبهي، وقطع الثفن.  

## استئصال نصف الكرة المخية
يتضمن استئصال نصف الكرة المخية أو استئصال نصف الدماغ إزالة أو فصل وظيفي لمعظم، أو كل، نصف الدماغ باستثناء العقد القاعدية والمهاد. يعد هذا النوع من أكثر الجراحات تعسفًا، وهي مخصصة للأشخاص الذين يعانون من أكثر أنواع الصرع كارثية، مثل تلك الناجمة عن التهاب راسموسن الدماغي. لهذه الجراحة نتائج أفضل عند المرضى صغار السن (2-5 سنوات)، فقد يكتسب النصف المخي المتبقي بعض التحكم الحركي في الجانب الآخر من الجسم بسبب المرونة العصبية؛ في المرضى الأكبر سنًا، يحدث الشلل في جانب الجسم المقابل للجزء الذي تمت إزالته من الدماغ مع احتمالية أقل للشفاء. العمى الجزئي هو أحد الآثار الجانبية التي لا يمكن تجنبها، وعادة ما ينطوي على عمى نصفي يتضمن فقدان نصف المجال البصري على نفس الجانب من الدماغ المنفصل. نتيجةً لهذه الآثار الجانبية وغيرها، عادة ما تكون هذه العملية مخصصة للمرضى الذين استنفدوا خيارات العلاج الأخرى.

## استئصال الفص الصدغي
استئصال الفص الصدغي هو خيار علاجي للمرضى الذين يعانون من صرع الفص الصدغي، أو أولئك الذين تتركز نوباتهم في الفص الصدغي. نوبات الفص الصدغي هي أكثر أنواع النوبات شيوعًا بين المراهقين والشباب. يتضمن الإجراء استئصال أو قطع أنسجة المخ داخل منطقة الفص الصدغي لإزالة بؤرة النوبة. يتطلب تقييم ما قبل الجراحة الفحص السريري وصورة الرنين المغناطيسي ومخطط كهربية الدماغ من أجل تحديد المنطقة البؤرية بدقة.
أسفرت الجراحة عن نتائج ناجحة، حيث سيطرت على نوبات 65% من حالات صرع الفص الصدغي. تشير دراسات المتابعة إلى أن الإجراء قد أنتج أيضًا تأثيرات إيجابية طويلة المدى توضح أن 63% من المرضى لا يزالون خاليين من النوبات.  على الرغم من أن العملية لها نسبة نجاح عالية في إيقاف النوبات، إلا أنها يمكن أن تؤدي أيضًا إلى نتائج سلبية مثل ضعف الذاكرة. يعتمد هذا العارض على جهة الاستئصال؛ إذا غالبًا ما يتسبب استئصال الفص الصدغي في جهة الدماغ المهيمنة (اليسرى غالبًا) في ضعف الذاكرة اللفظية بينما يؤدي استئصال الفص الصدغي في الجهة غير المهيمنة إلى ضعف الذاكرة البصرية.

## استئصال الفص غير الصدغي
يعمل استئصال الفص غير الصدغي كخيار علاجي للمرضى الذين يعانون من صرع يشمل أي فص دماغي غير الفص الصدغي؛ مثل الفص القذالي، أو الفص الجداري، أو الفص الجبهي، أو صرع يشمل فصوصًا متعددةً من الدماغ. قبل العملية، تستدعي مثل هذه الحالات إجراء فحوصات أكثر تعقيدًا من فحوصات نوبات الفص الصدغي؛ بسبب تباين بؤرات النوبة. بالإصافة إلى تقنيات التصوير مثل PET وSPECT ، قد تكون هناك حاجة لدراسات باضعة لتحديد البؤرات. فعالية استئصال الفصغير الصدغي بشكل عام أقل من فعالية استئصال الفص الصدغي. على سبيل المثال، في استئصال الفص الجبهي، توصل 38-44% من المرضى إلى التشافي التام من النوبات.

## الاستئصال بالليزر
انظر جراحة الدماغ الاستئصالية.